# Mehmet Dinçer
Mehmet Dinçer (ur. 20 lutego 1933) – piłkarz turecki grający na pozycji pomocnika.

## Kariera klubowa
W swojej karierze piłkarskiej Dinçer grał w klubie Fenerbahçe SK ze Stambułu.

## Kariera reprezentacyjna
Dinçer nigdy nie zadebiutował w reprezentacji Turcji, jednak był w jej kadrze powołanej na mistrzostwa świata w Szwajcarii.